# Stojan Plešinac
Stojan Plešinac, slovenski nogometaš in trener, * 13. avgust 1960, Postojna.
Plešinac je v jugoslovanski ligi igral za klube Svoboda, Olimpija, Gorica in Ljubljana, v slovenski ligi pa Ljubljana, Korotan in Mengeš. Skupno je v prvi slovenski ligi odigral 114 prvenstvenih tekem in dosegel osemnajst golov.
Po končani karieri nogometaša je ostal v klubu Mengeš kot trener med letoma 1996 in 1997, v letih 2003 in 2004 je vodil NK Ljubljana do bankrota kluba, vodil je tudi njegovega naslednika FC Ljubljana, ki pa je prav tako bankrotiral.